# Chiapilla (kommun)
Chiapilla är en kommun i Mexiko.   Den ligger i delstaten Chiapas, i den sydöstra delen av landet, 800 km öster om huvudstaden Mexico City. Antalet invånare är 5 405.
Följande samhällen finns i Chiapilla:
- Chiapilla
- Doctor Manuel Velasco Suárez
- El Carmen